# Musica del Viento
Musica de Viento é um filme de comédia e filme de drama do México lançado em 1988.
Na história do filme, Quevedo (Chespirito) é um solteirão de 50 anos educado, cavalheiro e inteligente. Trabalha na imobiliária do Sr. Zepeda (Juan Peláez) onde cuida das relações públicas da empresa.
Valentina (Florinda Meza) a copeira da imobiliária começa desconfiar que o Sr. Quevedo é solteiro porque é "todo uma dama", como ela mesma diz. O porém é que ela não entende nada de cavalheirismo e estranha as atitudes de Quevedo.
Quando um cliente enfurecido vai até o escritório para assassinar o Sr. Zepeda, pois perdeu toda sua fortuna em um negócio, o Sr. Quevedo intervém e com o susto de ver o revólver deixa escapar um "pum".
A partir disto, toda situação que Quevedo vê um revólver desencadeia um alto e musical som intestinal, uma verdadeira "Música de Vento".
Em 2024, o SBT anuncia a compra de um pacote de filmes de Roberto Bolaños, que incluiu "Música de Vento".

## Ver Também
- Chespirito
- Chaves